# 龍山里 (七股區)

台南市七股區龍山里

龍山里，中華民國臺南市七股區的一個里，北與鹽埕里、中寮里為界，東與玉成里、七股里為界，南與溪南里、三股里為界，西面臨七股潟湖、台灣海峽，面積8.1平方公里。

## 機關
- 行政院海洋委員會海巡署南部分署下山漁港安檢所[2]

## 學校
- 臺南市七股區龍山國民小學

## 信仰
- 七股龍山宮

## 設施
- 黃昭堂紀念公園

## 主要幹道

### 省道
- 台61線

### 市道
- 市道173甲線
- 市道176號

### 鄉道
- 南31線
- 南31-1線

## 主要聚落
- 下山子寮(龍山村)
- 海寮